# Swift County
Swift County är ett administrativt område i delstaten Minnesota i USA. År 2010 hade countyt 9 783 invånare. Den administrativa huvudorten (county seat) är Benson. 

## Politik
Swift County har tidigare varit ett starkt fäste för demokraterna. Demokraternas kandidat vann countyt i samtliga presidentval från valet 1956 till och med valet 2012. I valet 2016 skedde dock en kraftig sväng till republikanerna, vars kandidat Donald Trump vann countyt efter att ha fått 59,3 procent av rösterna mot 33,8 för demokraternas kandidat. Detta är den största segern i countyt för en republikan på nästan hundra år, sedan valet 1920.

## Geografi
Enligt United States Census Bureau har countyt en total area på 1 949 km². 1 926 km² av den arean är land och 23 km² är vatten.      

### Angränsande countyn
- Stevens County och Pope County - norr
- Kandiyohi County - öst
- Chippewa County - söder
- Lac qui Parle County - sydväst
- Big Stone County - väst